# Футбол в Саудовской Аравии
Футбол — один из популярнейших в мире видов спорта, культивируемый в Саудовской Аравии.

Федерация футбола Саудовской Аравии (или Саудовская футбольная федерация (араб. الاتحاد السعودي لكرة القدم) — организация, осуществляющая контроль и управление футболом в стране, образована в 1956 году; член ФИФА с 1956 года, член АФК с 1959 года.

## Внутренние соревнования
осн. статья: Система футбольных лиг Саудовской Аравии
- Чемпионат Саудовской Аравии (Саудовская про-лига, Саудовская Премьер-лига; араб. دوري المحترفين السعودي) — чемпионат профессиональных футбольных клубов Саудовской Аравии. Проводится с 1976 года. Выступают 18 команд.
- Первый дивизион — второй по силе дивизион профессионального футбола страны. Выступают 18 команд.
- Второй дивизион[англ.] — 32 клуба разбиты на 2 группы (Group A и Group B). Команды, занявшие по итогам сезона последние три места (14-е, 15-е и 16-е) в Первом дивизионе, переводятся на лигу ниже.
- Третий дивизион[англ.] — 40 клубов разбиты на 4 группы (от Group A до Group D)
- Четвёртый дивизион[англ.] — включает 74 клуба
- Молодёжная лига (до 20 лет)
- Юношеская лига (до 17 лет)
- Кубок наследного принца Саудовской Аравии — футбольный турнир, аналог Кубка страны, которым до 1990 года являлся Кубок короля Саудовской Аравии по футболу
- Кубок принца Фейсала (бывш. Кубок Саудовской федерации футбола)
- Саудовский кубок чемпионов (официально: Кубок чемпионов стража (служителя) двух священных мечетей) — футбольный турнир, официально образованный 31 мая 2007 года.

## Национальная сборная
Сборная Саудовской Аравии по футболу (араб. المنتخب العربي السعودي لكرة القدم) представляет Саудовскую Аравию в международных матчах и турнирах по футболу.
Сборная Саудовской Аравии по футболу считается одной из сильнейших команд в Азии.
По состоянию на 28 ноября 2019 года Саудовская Аравия заняла 67-е место в мировом рейтинге ФИФА.
Выступала в финальных турнирах ЧМ-1994 (групповой этап), ЧМ-1998 (групповой этап), ЧМ-2002 (групповой этап), ЧМ-2006 (групповой этап), ЧМ-2018 (групповой этап), ЧМ-2022 (групповой этап, при этом обыграла будущих чемпионов аргентинцев).
Победитель Кубка Азии 1984, 1988 и 1996 гг.
Чемпион Кубка Персидского залива: 12-го (в ОАЭ), 15-го (в Эр-Рияде), 16-го (в Кувейте).

## История
До конца 1970-х футбольные соревнования в Саудовской Аравии проходили только на региональном уровне, единственным общенациональным турниром был Кубок короля. В 1975 году, ввиду достаточного развития футбольной и транспортной инфраструктуры в стране, было решено организовать полноценный национальный чемпионат.
Правительство Саудовской Аравии в ноябре 2016 года одобрило планы по превращению государственных спортивных клубов в частные компании. Это часть экономических реформ, направленных на снижение зависимости Саудовской Аравии от экспорта нефти и облегчение финансового бремени для правительства.
С 2022 года, после прошедшего в соседнем Катаре Чемпионата мира, клубы из Саудовской Аравии стали главным игроком на мировом футбольном трансферном рынке. Топовых представители европейского футбола, как доигрывающие звезды, так и находящиеся в расцвете сил, приезжают за беспрецедентно большими зарплатами, благодаря чему уровень местного чемпионата растёт. 
Так, в декабре 2022 Криштиану Роналду перешёл в «Аль-Наср», Карим Бензема из «Реала» и полузащитник «Ливерпуля» Фабиньо отправились в «Аль-Иттихад», Калиду Кулибали в «Аль-Хиляль», полузащитник «Ланса» Секо Фофан также в «Аль-Наср», а переход Малкома из петербургского «Зенита» в «Аль-Хиляль» (60 млн евро) попал в топ-10 самых дорогих трансферов бразильцев в истории футбола (в «Аль-Хиляль» перешёл и знаменитый нападающий Неймар). 
Подобные планы есть и у нападающего «Ливерпуля» Мохамеда Салаха и даже Лионеля Месси (в «Аль-Хиляль», как и бывшие партнёры Месси по «Барселоне» защитник Жорди Альба и хавбек Серхио Бускетс; но в итоге Месси отправился в США).
Всего же в это трансферное окно саудовские клубы потратили более 439 миллионов долларов, а один из руководителей лиги ставит задачу попадания турнира в число лучших футбольных чемпионатов в мире. При этом,  финансирование (на данный момент) у всех аравийских топ-клубов идёт из Суверенного фонда Саудовской Аравии.
А авиакомпания «Riyadh Air» (принадлежит Суверенному фонду Саудовской Аравии) стала главным спонсором испанского клуба «Атлетико».
При этом, у Саудовской Аравии также были и проблемы с футбольным менеджментом: в 2018 году клубы «Ан-Наср» и «Аль-Иттихад» не допустили к участию в Лиге чемпионов из-за многомиллионных долгов (тогда вмешался наследный принц и погасил задолженности).

### Проводимые турниры
- Кубок наций Персидского залива по футболу 1972
- Азиатский кубок чемпионов 1985/1986
- Кубок наций Персидского залива по футболу 1988
- 1992 — Кубок короля Фахда 1992 (FIFA Confederations Cup)
- 1995 — Кубок короля Фахда 1995 (FIFA Confederations Cup)
- Кубок наций Персидского залива по футболу 2002
- Кубок наций Персидского залива по футболу 2014
- Финал Лиги чемпионов АФК 2017#Финал
- Суперкубок Италии по футболу 2018
- Суперкубок Италии по футболу 2019
- Суперкубок Испании по футболу 2019/2020
- Суперкубок Италии по футболу 2022
- Клубный чемпионат мира по футболу 2023 — футбольный турнир, 20-й розыгрыш которого прошёл в декабре 2023 года в Саудовской Аравии.

ожидаемые:
- Кубок Азии по футболу 2027 года
- Чемпионат мира по футболу 2034

## Стадионы
- Международный стадион имени Короля Фахда в Эр-Рияде. Многофункциональный стадион вмещает 70 000 человек и является домашним для команд «Аль-Хиляль», «Аль-Шабаб» и «Ан-Наср».
- Стадион имени принца Абдуллы аль-Файсала в портовом городе Джидда, вместимость около 23 000 зрителей.

## Факты
- По законам страны, женщинам запрещено посещать открытые спортивные мероприятия, в том числе футболбные матчи на стадионах (см. Права женщин в Саудовской Аравии).
- В женский футбол в Саудовской Аравии играют только в богатых регионах, поскольку очень строгие в отношении женщины законы страны препятствуют занятиям спортом. В феврале 2020 года Саудовская Аравия решила создать футбольную лигу для женщин.